# ATLAS
L'experiment A large Toroidal LHC ApparatuS (ATLAS, «Gran Aparell Toroidal de l'LHC») és un dels dos grans detector de partícules amb objectius generals en operació a l'accelerador de partícules LHC del laboratori internacional del CERN a Ginebra. Està dissenyat per estudiar diferents aspectes de les col·lisions entre protons i nuclis a energies al centre de masses de fins a 14 TeV. El programa de física inclou la producció i estudi del bosó de Higgs predit al model estàndard (SM), la recerca de possibles fenòmens més enllà del SM (forats negres, dimensions espacials addicionals, ...), i l'estudi del plasma de quarks i gluons.